# Ádám Lang
Ádám Lang (* 17. Januar 1993 in Veszprém) ist ein ungarischer Fußballspieler.

## Karriere

### Vereine
Lang wechselte im Sommer 2010 wechselte aus der U19- zur 1. Mannschaft von Veszprém FC. Für den Verein aus seiner Heimatstadt war er zwei Jahre aktiv. Er spielte mit dem Club in der Nemzeti Bajnokság II, der 2. Liga in Ungarn.
Am 1. Juli 2012 wechselte er zu Győri ETO FC, in die erste ungarische Liga. Sein Debüt in der 1. Liga, der Nemzeti Bajnokság, gab er am 28. Juli 2012 gegen den Debreceni VSC; bei der 1:4-Niederlage spielte er 90 Minuten lang. Trotz dieser Niederlage wurde er mit dem Győri ETO FC am Saisonende ungarischer Meister. Zu Beginn der nächsten Spielzeit gewann er den Supercup. In der Saison 2014/15 spielte Lang zum ersten Mal im internationalen Vereinsfußball. In der 1. Qualifikationsrunde zur UEFA Europa League 2014/15, kam er beim 1:0-Erfolg über IFK Göteborg aus Schweden zum Einsatz.
Nach drei Jahren und zu Beginn der Saison 2015/16, wechselte Lang zum Ligakonkurrenten Videoton FC, mit dem er einen bis zum Saisonende 2017/18 gültigen Vertrag unterschrieb.
Aufgrund von starken Leistungen bei der Europameisterschaft 2016 verließ er nach einem Jahr seine Heimat und wechselte zum französischen Erstligisten FCO Dijon. Im Januar 2018 wurde er für sechs Monate an den Zweitligisten AS Nancy verliehen. In der Saison 2018/19 trug er mit 17 Punktspielen in der Liga 1 zur Meisterschaft des CFR Cluj bei, bevor er sich nach Zypern veränderte und dort seit 2019 für den Erstligisten Omonia Nikosia aktiv ist.

### Nationalmannschaft
Lang spielte für die U18-, U19- und die U21-Nachwuchs-Nationalmannschaften Ungarns. Sein Debüt in der A-Nationalmannschaft gab er am 22. Mai 2014 beim 2:2 gegen die Nationalmannschaft Dänemarks. In diesem in Freundschaft ausgetragenen Länderspiel spielte er 90 Minuten lang.
Im Turnier um die Europameisterschaft 2016 in Frankreich gehörte er zum Aufgebot Ungarns. In allen vier Begegnungen spielte er jeweils 90 Minuten lang. Nach der 0:4-Niederlage im Achtelfinale gegen die Nationalmannschaft Belgiens war das Turnier für ihn und das Team beendet.
Im Turnier um die Europameisterschaft 2021 gehörte er abermals dem ungarischen Kader an, das jedoch nicht über die Gruppenphase hinauskam.

## Erfolge
- Ungarischer Meister 2013
- Ungarischer Supercupsieger 2013
- Rumänischer Meister 2019
- Zyprischer Meister 2021